# Estação Benjamim do Monte
Benjamim do Monte é uma estação de trem da Zona Oeste do Rio de Janeiro, localizada no bairro de Inhoaíba.

## História

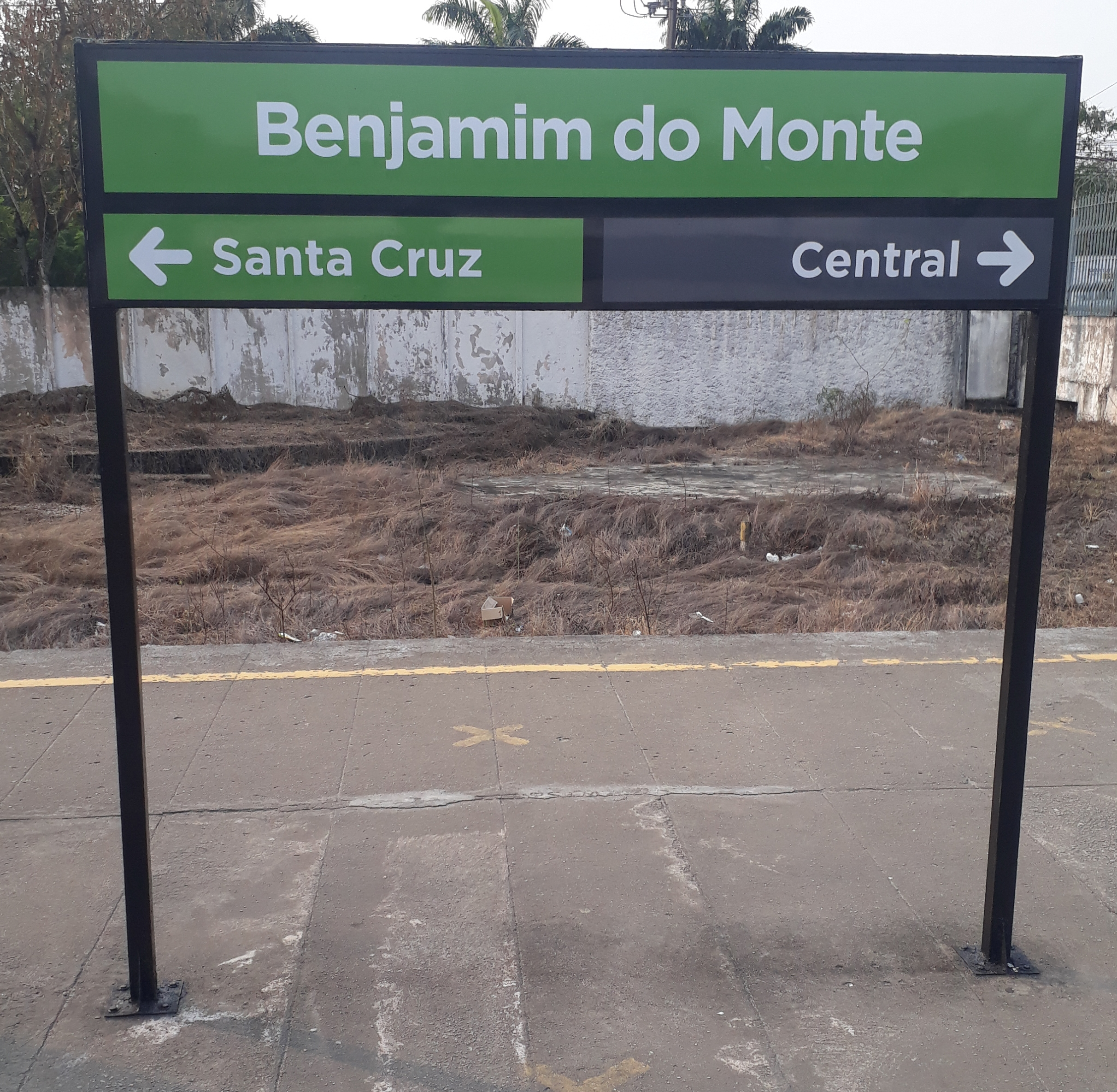
Placa Benjamim do Monte

O projeto para a construção da Estação Benjamim do Monte foi apresentado pela Comissão de Transportes Ferroviários Suburbanos da Rede Ferroviária Federal (RFFSA) em 1966, sendo parte de um amplo programa de 230 bilhões de cruzeiros em melhoramentos da RFFSA nas linhas da Central do Brasil. No dia 14 de abril daquele ano a RFFSA lançou o edital 03/66-CTFS/DEC visando a construção da Estação Benjamin do Monte, no quilômetro 42+800 do Ramal de Santa Cruz da Estrada de Ferro Central do Brasil. Iniciadas em 1966, as obras transcorreram de forma lenta. A estação foi inaugurada em 12 de janeiro de 1971.
A implantação da estação acabou atraindo a multinacional Ishikawajima do Brasil Estaleiros (Ishibrás), que inaugurou em 25 de janeiro de 1974 uma fábrica de equipamentos navais ao lado da estação-incluindo um ramal ferroviário. Nos anos 1990, acabou desativada e a área de 260 mil m2 atualmente abriga a construção de um empreendimento habitacional da empresa MRV Engenharia. Outra empresa que se instalou ao lado da estação foi a filial brasileira da Plasser & Theurer em 1983, indústria austríaca especializada em equipamentos ferroviários.
Em 1975, um choque entre dois trens na estação, causando a morte de uma passageira e ferimentos em outros 8 passageiros.
Construída à "toque de caixa", a estação era considerada de estrutura defasada pela CBTU (empresa sucessora da RFFSA na gestão dos trens urbanos do Rio de Janeiro). Em 1985, a empresa anunciou um projeto de modernização da estação (que acabou não saindo do papel).
Em 2008, um agente de controle da Supervia, foi morto a tiros por dois homens que invadiram a estação. O funcionário morreu no local.
Em 2012, uma jovem estudante foi assaltada pela janela de uma composição. Ela tentou reagir, mas o assaltante foi mais forte. O que resultou em sua queda no vão entre a composição e a plataforma. O trem já estava em movimento e ela foi atropelada.
Desde 1998, é administrada pela concessionária SuperVia.

## Plataformas
Plataforma 1A: Santa Cruz (Desativada)
Plataforma 2B: Sentido Central do Brasil
Plataforma 2C: Sentido Central do Brasil (atualmente utilizada para trens com o destino a Santa Cruz)

## Toponímia

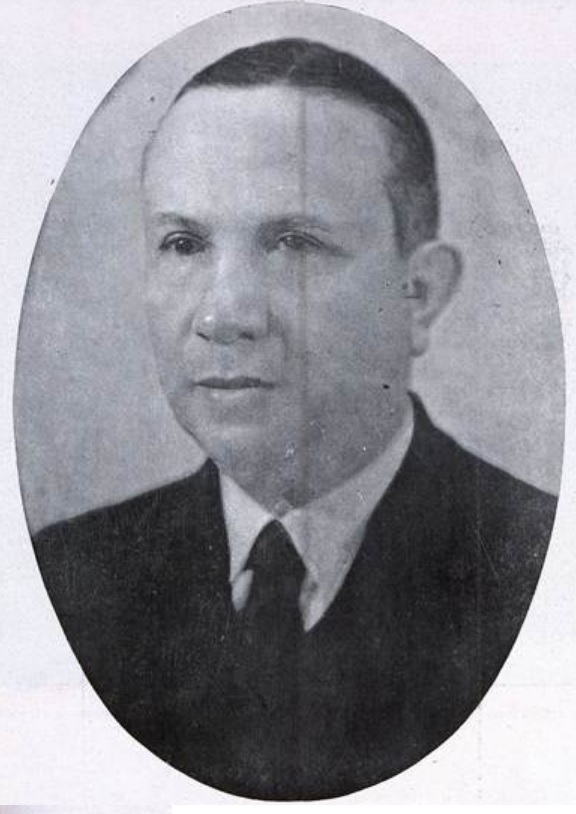
Engenheiro Benjamin do Monte.

Benjamin do Monte nasceu no Rio de Janeiro em 10 de maio de 1888. Após formar-se em engenharia pela Escola Politécnica da Universidade Federal do Rio de Janeiro em 1905, ingressou no ano seguinte na Estrada de Ferro Central do Brasil onde atuou inicialmente como auxiliar da 6ª Divisão. Na década de 1930 comandou os trabalhos de eletrificação da Central. Requisitado pelo Ministério da Viação e Obras Públicas, atuou em diversas comissões. Em 1947 foi nomeado diretor-presidente da Fábrica Nacional de Motores (FNM).Na gestão da FMN, assinou um contrato com a empresa italiana Alfa Romeo para a produção do caminhão AR-900. Isso possibilitou a FNM se tornar uma importante fabricante de veículos pesados no Brasil.  Benjamim do Monte faleceu em 8 de fevereiro de 1951.